# 중용
《중용》(中庸, 영어: Doctrine of the Mean, Middle Way)은 사서오경에 속하는 경전 중 하나로 사람이 세상을 살아가는 데 있어서 지녀야 할 자세와 태도를 제시하고 있다. 본래 예기의 31편이다.

## 전승
주자는 《중용》의 작자가 자사라고 단정했고, 사마천의 사기와 몇몇 서적에도 《중용》의 작자는 자사라고 언급했지만, 청대에 이르러 이에 대한 논란이 있었다. 근래에는 《중용》은 자사에 의해 기초가 이루어졌고 이후 전한 시기에 이르기까지 여러 유가 학자들의 보충과 해설이 더해져 현재의 모습으로 완성되었다고 여겨지고 있다. 
주희가 《중용》을 정리하여 《중용장구》를 내어 놓았는데, 그 형식을 33장으로 정리했다.

## 내용
《중용》의 요지는 요순 임금의 천하 통치의 정신이 도통인데, 이 도통의 요체는 중용에 있으므로 이를 터득하고 실천해야 한다는 것이다. 사람은 누구에게나 인간적 욕심과 도덕적 본성이 함께 내재되어 있어, 가장 지혜로운 사람이라도 인간적 욕심이 없을 수 없으며 가장 어리석은 사람이라도 도덕적 본성이 없을 수 없는데, 두 마음을 다스리는 이치가 중용이다. 도덕적 본성상 자기 자신의 주체가 되도록 하고 인간적 욕심이 매번 도덕적 본성의 명을 듣게 하는 것이 중용의 도를 실천하는 길이다. 이를 위하여 성(性), 도(道), 교(敎)라는 개념으로 천도와 인도와의 관계를 설명한다. 성은 하늘이 준 사람속에 있는 하늘의 속성이다. 도는 하늘이 부여한 본연의 성을 따르는 것이다. 효도와 자식 사랑, 형제간의 우애, 가정의 화목, 이웃 사랑이 도이다. 교는 도를 마름질하는 것인데, 도를 구체화한 교훈, 예절, 법칙, 제도 등으로 구체화된 것을 말한다.
《중용》의 주요 내용은 성(誠), 중용, 중화(中和)이다. 성은 진실무망이고, 중용은 치우치거나 기대지 않고 지나침도 모자람도 없는 평상의 이치다. 중화는 실천적 측면에서 중을 설명한 것이다. 희로애락이 일어나지 않는 상태를 중이라고 하며, 일어나고 모두 절도에 맞는 것을 화라고 한다.

## 한글 번역
- 동양고전연구회 옮기고 주석을 달음, 《중용》, 민음사, 2016년 8월 26일
- 김원중 옮김, 《대학·중용》, 휴머니스트, 2020년 4월 13일, 119~272쪽

## 같이 보기
- 중용 (철학)
- 중도 (불교)
- 프로네시스
- 에즈라 파운드